# 77 (број)
77 је број, нумерал и име глифа који предтсавља тај број. 77 је природан број који се јавља после броја 76, а претходи броју 78.

## У математици
- Је збир првих осам простих бројева
- Је збир три узастопна квадрата бројева: 42 + 52 + 62 = 77
- Сложен број, факторисан на просте чиниоце: 77 = 7 * 11

## У науци
- Је атомски број иридијума

## У спорту
- Је био број на дресу Владимира Радмановића док је наступао за НБА екипе Сијетл суперсониксе и Голден Стејт Воријорсе

## Остало
- Је број аутобуске линије у ГСП Београд, који саобраћа између Звездаре и Бежанијске косе[1]